# كيث راينر
كيث راينر (بالإنجليزية: Keith Rayner)‏ هو عالم مختص في علم النفس المعرفي، اشتهر بمنهجية تتبع العين الحديثة الرائدة في القراءة والإدراك البصري.

## السيرة المهنية
حصل راينر على شهادتي البكالوريوس والماجيستير في علم النفس من جامعة يوتا. تحصل بعدها على شهادة الدكتوراة من جامعة كورنيل مع أطروحة بعنوان The Perceptual Span and Peripheral Cues in Reading. في عام 1973، تم تعيينه كأستاذ مساعد في التربية، علم النفس، والعلوم البصرية في جامعة روتشستر. من هناك، انتقل إلى جامعة ماساتشوستس في أمهيرست وكان ذلك عام 1981. في عام 2008، انتقل راينر إلى جامعة كاليفورنيا، سان دييغو. كما كان راينر محررا في مجلة علم النفس التجريبي: التعلم، والذاكرة، والإدراك 1990-1995، وكذا محررا في المجلة العلمية المراجعة النفسية 2004-2010.

## الأوسمة والجوائز
تلقى راينر العديد من الجوائز لإنجازاته. على وجه الخصوص، تلقى جائزة مستشار الإنجاز مدى الحياة من جامعة ماساتشوستس في أمهيرست في عام 2006، جائزة محاضرة بارتليت للإنجاز مدى الحياة من جمعية علم النفس التجريبي في عام 2007، على جائزة بحوث مؤسسة الكسندر فون همبولت في عام 2009، وكذا جائزة مستشار مؤسسة البحث في جامعة كاليفورنيا، سان دييغو في عام 2010. تمت تسمية راينر كأستاذ الذكرى المئوية لكارنيجي لعام 2011 من قبل صندوق كارنيجي لجامعات اسكتلندا.

## أبحاث
- منهجية تتبع العين.
- القارئ النموذجي E-Z.
- القراءة المهرة.